# كونراد أولسن
كونراد أولسن (بالنرويجية البوكمول: Conrad Olsen)‏ هو مجدف نرويجي، ولد في 6 يوليو 1891 في برغن في النرويج، وتوفي في 19 أكتوبر 1970 في باروم في النرويج.

## وصلات خارجية
- كونراد أولسن على موقع الاتحاد الدولي للتجديف (الإنجليزية)
- كونراد أولسن على موقع أوليمبيديا (الإنجليزية)